# Берлинер, Эмиль
Эмиль Берлинер (англ. Emile Berliner; 20 мая 1851, Ганновер — 3 августа 1931, Вашингтон) — американский изобретатель граммофона и микрофона, конструктор летательных аппаратов и общественный деятель.

## Биография
Родился в многодетной еврейской семье в Ганновере. Отец Самуэль Берлинер был торговцем, в семье росло одиннадцать детей. Учился в основанной в 1786 году школе Самсона в Вольфенбюттеле — одной из самых известных еврейских школ германских земель, где дети из неимущих семей получали талмудическое и светское образование без платы за обучение (т.н. «freischule»). В школьном аттестате признавались «отличными» его успехи в трудолюбии, дисциплине и Законе Божием. По истории, географии, чтению, немецкому и французскому языкам, пению и гимнастике получил оценку «очень хорошо». По предмету "естественная история" (в середине XIX века этим термином обозначали познания в областях биологии, геологии, химии и физики) и английскому языку он получил отметку «хорошо». 
В 1865 году в возрасте 14 лет Берлинеру пришлось оставить школу и стать подмастерьем в типографии, но после долгих месяцев неоплачиваемой стажировки он оставил это ремесло. Затем нашёл вакансию подручного в лавке. Эта работа оплачивалась, в свободное время он много читал, и также занимался ремонтом и наладкой ткацких станков.
Прошёл программу вольноопределяющихся (Einjährig-Freiwilliger), то есть волонтеров со школьным аттестатом, которые проходили год службы, а затем могли стать офицерами. Берлинер стал вольноопределяющимся, но только затем, чтобы не стать солдатом-призывником. Но и это вряд ли могло помочь в связи с грядущей франко-прусской войной, поэтому он решил уехать из страны.
В 1870 году переехал в США. Там он работал в магазине готового платья, был коммивояжёрром, бухгалтером и работал в лаборатории доктора Константина Фальберга (Constantine Fahlberg), основным занятием которого был анализ сахаров и подсластителей. Увлёкся экспериментами с электричеством в области телефонии. В 1877 году работал над устройством микрофона, и 4 июня 1877 года подал заявку на патент, который был выдан только 17 ноября 1891 года. Все это время различные изобретатели и корпорации оспаривали первенство в изобретении микрофона. С микрофоном Берлинера ознакомился Томас Ватсон, помощник Александра Белла, и был восхищён конструкцией этого устройства. В итоге Эмиля Берлинера пригласили на работу для усовершенствования микрофонов компании Александра Белла. После одобрения патента в 1891 году предприятия Белла могли удерживать монополию на производство телефонов еще на 17 лет, так как на тот момент никто не смог сконструировать микрофон, не затрагивая технологию, запатентованную Берлинером.  
В 1887 году Берлинер запатентовал новое устройство, названное им в патенте граммофон. В 1895 году основал англ. Berliner Gramophone — первую компанию, занимавшуюся продажей граммофонных записей. Через два года создал компанию в Великобритании — Gramophone Company (в настоящее время EMI — одна из крупнейших звукозаписывающих компаний мира), ещё через год — в Германии (Deutsche Grammophon).
Эмиль Берлинер также работал над усилением акустики в зданиях, что привело к созданию акустической плитки. Технология была запатентована 16 февраля 1926 года.
Более поздние изобретения Берлинера относятся к авиапромышленности. В 1908 году он сконструировал первый лёгкий самолётный двигатель со звёздообразным расположением цилиндров, а в 1919—1926 годах построил и успешно испытал в воздухе три вертолёта. В 1924 году вертолёт его конструкции поднялся в воздух на высоту 4.57 метров и продержался 1 минуту и 35 секунд.
В США Берлинер известен как основатель Общества профилактики заболеваний. Благодаря ему были приняты законодательные акты о пастеризации молока. Принимал активное участие в деятельности еврейской общины, написал научные труды, посвящённые интеграции евреев в американское общество. Был известен своей благотворительностью. Основал стипендию имени Сары Берлинер, своей матери (урождённой Фридман). Эта программа была предназначена для женщин-исследователей.
Его сын Герберт Самуэль Берлинер (1882—1966) — музыкальный продюсер и изобретатель, основатель нескольких музыкальных лейблов в Канаде.

## Изобретения Берлинера

### Граммофон
В патенте U.S. Patent 372 786
Известные к тому времени конструкции аппаратов записи и воспроизведения звука (фонограф Томаса Эдисона и графофон Чичестера Белла и Чарльза Тейнтера) использовали иголку, связанную с реагирующей на звуковые колебания диафрагмой. Иголка передавала колебания на движущийся перед ней лист тонкой фольги (или подобного ей материала), выдавливая на нём отметки, глубина которых зависела от амплитуды колебаний. Недостатками такого способа являлись:
- малая амплитуда передаваемых на иголку колебаний, поэтому записанные звуки были слабыми;
- глубина царапин на материале была нелинейно пропорциональна давлению иглы, что вело к искажению звука, особенно − громкого.

Берлинер заменил продавливание в глубину материала гравированием вдоль поверхности. Запись осуществлялась на равномерно вращающийся барабан, покрытый легко царапающимся материалом. Берлинер использовал тонкий слой копоти, как было предложено Леоном Скоттом в 1857 году в его оригинальном механизме под названием «фоноавтограф». Колебания от диафрагмы передавались на иглу, движущуюся в плоскости, касающейся поверхности цилиндра. Слой копоти легко царапался иголкой.
Для воспроизведения полученной записи Берлинер использовал выполненную из прочного материала копию оригинальной записи, которую можно было получить, используя известные к тому времени механические, химические или фотографические методы гравирования. Одним из достоинств такого метода стала возможность делать произвольное количество копий из износостойких материалов, мало стирающихся под воздействием считывающей иголки.
Звуковоспроизводящий аппарат имел иголку, которая вставлялась в бороздку на копии записи и при вращении барабана передавала колебания диафрагме. Поскольку иголка чётко следовала бороздке, качество воспроизведения не зависело от упругости самой диафрагмы в той степени, как это было у других воспроизводящих устройств.
Процесс создания копии звукозаписи, полученной на цилиндрической поверхности был достаточно сложен. Своим следующим изобретением (патент U.S. Patent 564 586 от 28 июля 1896 года) Берлинер избавился от сложных манипуляций с оригиналом и копией записи, предложив использовать не цилиндр, а плоский диск в качестве звуконосителя. Диск для записи Берлинер сделал прозрачным, а верхний слой копоти заменил на полужидкие чернила, которые давали гораздо более отчётливые бороздки. Теперь, нанеся на диск запись звуковых колебаний, его легко можно было скопировать при помощи фото-гравирования.